# Чоршанбе
Чоршанбе́ (тадж. Чоршанбе) — село у складі Хатлонської області Таджикистану. Входить до складу джамоату Худойназара Холматова Шахрітуського району.
Назва села перекладається як «середа». В радянські часи село називалось Чаршамбе.
Населення — 5990 осіб (2017).